# Belezas do Brasil 2019
O concurso Belezas do Brasil 2019 é organizado pela empresa Casting Misses que envia candidatas brasileiras para concursos internacionais (como Miss Intercontinental, Miss Global, Top Model of the World, Face of Beauty International, entre outros). Na edição de 2019 o certame contou com vinte e oito (28) aspirantes ao título de "Beleza do Brasil", que pertencia à Beleza do Brasil 2018 e Miss Brasil Global Juliana Soares. O evento foi realizado no dia 20 de julho no Teatro Lauro Gomes, localizado na cidade paulista de São Bernardo do Campo. A grande vencedora da noite foi Kissia Oliveira, a Miss Beleza do Pará 2019, sendo coroada a nova Beleza do Brasil 2019 e Miss Brasil Global 2020.
| Belezas do Brasil 2019 | Belezas do Brasil 2019           |
| ---------------------- | -------------------------------- |
| Data                   | 20 de julho de 2019              |
| Apresentação           | Flávia Pólido e Gaby Viana       |
| Transmissão            | YouTube (Ao Vivo)                |
| Candidatas             | 28                               |
| Local                  | Teatro Lauro Gomes               |
| Cidade'                | São Bernardo do Campo, São Paulo |

## Resultados
| Colocação                                         | Representação e Candidata                |
| ------------------------------------------------- | ---------------------------------------- |
| Vencedora                                         | Pará — Kissia Oliveira                   |
| 2º lugar                                          | Pampa Gaúcho — Sabrina Peretto           |
| 3º lugar                                          | Parintins — Letícia De Liz               |
| 4º lugar                                          | São Paulo — Letícia Lopes                |
| 5º lugar                                          | Santa Catarina — Érika Vargas            |
| (TOP 10) Semifinalistas em ordem de classificação | Paraíba — Karol Mariano                  |
| (TOP 10) Semifinalistas em ordem de classificação | Amazonas — Talita Costa                  |
| (TOP 10) Semifinalistas em ordem de classificação | Ceará — Natália Gurgel                   |
| (TOP 10) Semifinalistas em ordem de classificação | Rio Grande do Norte — Rebeca Lins        |
| (TOP 10) Semifinalistas em ordem de classificação | Ilha de Algodoal — Lorena Kazan          |
| (TOP 18) Semifinalistas em ordem de classificação | Grande Porto Alegre — Julia de la Rocha  |
| (TOP 18) Semifinalistas em ordem de classificação | Ilhas Anavilhanas — Daniella Mendes      |
| (TOP 18) Semifinalistas em ordem de classificação | Interior de São Paulo — Beatriz Fernanda |
| (TOP 18) Semifinalistas em ordem de classificação | Grande Natal — Mayra Vitória             |
| (TOP 18) Semifinalistas em ordem de classificação | Rio de Janeiro — Halyne Mol              |
| (TOP 18) Semifinalistas em ordem de classificação | Rio Grande do Sul — Débora Simonis       |
| (TOP 18) Semifinalistas em ordem de classificação | Serra do Mar — Luana Mello               |
| (TOP 18) Semifinalistas em ordem de classificação | Alto Solimões — Mayla Lopes              |

## Quadro de prêmios
Prêmios especiais
Foram distribuídos os seguintes prêmios este ano:
| Prêmio                 | Candidata                           |
| ---------------------- | ----------------------------------- |
| Miss Real Beleza       | Parintins — Letícia De Liz          |
| Miss Popularidade      | Ilha de Algodoal — Lorena Kazan     |
| Miss Empatia           | Paraíba — Karol Mariano             |
| Miss Personalidade     | Pampa Gaúcho — Sabrina Peretto      |
| Miss Fotogenia         | Rio Grande do Sul — Débora Simonis  |
| Beleza Diolaser — SBC  | Ilhas Anavilhanas — Daniella Mendes |
| Miss Capitu            | Amazonas — Talita Costa             |
| Catwalk All for Misses | Grande Natal — Mayra Vitória        |

Rainhas regionais
As melhores classificadas por região do país:
| Título            | Candidata                      |
| ----------------- | ------------------------------ |
| Miss Centro-Oeste | Mato Grosso — Natália Maíne    |
| Miss Nordeste     | Ceará — Natália Gurgel         |
| Miss Norte        | Pará — Kissia Oliveira         |
| Miss Sudeste      | São Paulo — Letícia Lopes      |
| Miss Sul          | Pampa Gaúcho — Sabrina Peretto |

## Candidatas
| Título                               | UF | Candidata          | I  | A    | Nascimento          |
| ------------------------------------ | -- | ------------------ | -- | ---- | ------------------- |
| Miss Beleza do Acre                  | AC | Amanda Leite       | 19 | 1,65 | Rio Branco          |
| Miss Alter do Chão                   | PA | Dandara Almeida    | 20 | 1,76 | Belém               |
| Miss Beleza do Alto Solimões         | AM | Mayla Lopes        | 22 | 1,76 | Manaus              |
| Miss Beleza do Amazonas              | AM | Talita Costa       | 23 | 1,74 | Manaus              |
| Miss Beleza do Ceará                 | CE | Natália Gurgel     | 27 | 1,70 | Fortaleza           |
| Miss Beleza da Grande Manaus         | AM | Débora Tapajós     | 31 | 1,72 | Manaus              |
| Miss Beleza da Grande Natal          | RN | Mayra Vitória      | 20 | 1,65 | Natal               |
| Miss Beleza da Grande Porto Alegre   | RS | Julia de la Rocha  | 24 | 1,74 | Rio Grande          |
| Miss Beleza da Grande São Paulo      | SP | Yumi Yamada        | 23 | 1,67 | Belém               |
| Miss Beleza da Ilha do Algodoal      | PA | Lorena Kzan        | 20 | 1,76 | Belém               |
| Miss Beleza das Ilhas Anavilhanas    | AM | Daniella Mendes    | 23 | 1,60 | Colorado do Oeste   |
| Miss Beleza do Interior de São Paulo | SP | Beatriz Fernanda   | 23 | 1,72 | Cosmopolis          |
| Miss Beleza do Mato Grosso           | MT | Natália Maíne      | 22 | 1,62 | Ji-Paraná           |
| Miss Beleza do Mato Grosso do Sul    | MS | Larissa Flores     | 24 | 1,68 | Antônio João        |
| Miss Beleza de Minas Gerais          | ,G | Julia Juliani      | 25 | 1,76 | São João Nepomuceno |
| Miss Beleza do Pampa Gaúcho          | RS | Sabrina Peretto    | 24 | 1,71 | São João da Urtiga  |
| Miss Beleza do Pará                  | PA | Kissia Oliveira    | 30 | 1,82 | Ananindeua          |
| Miss Beleza da Paraíba               | PB | Karol Mariano      | 24 | 1,62 | João Pessoa         |
| Miss Beleza do Paraná                | PR | Thalia Pinheiro    | 20 | 1,65 | Guarapuava          |
| Miss Beleza de Parintins             | AM | Leticia de Liz     | 22 | 1,54 | Manaus              |
| Miss Beleza do Rio de Janeiro        | RJ | Halyne Mol         | 30 | 1,72 | Resende             |
| Miss Beleza do Rio Grande do Norte   | RN | Rebeca Lins        | 19 | 1,74 | Taguatinga          |
| Miss Beleza do Rio Grande do Sul     | RS | Débora Simonis     | 22 | 1,77 | Estrela             |
| Miss Beleza de Santa Catarina        | SC | Erika Vargas       | 20 | 1,67 | Camboriú            |
| Miss Beleza de São Paulo             | SP | Letícia Lopes      | 25 | 1,79 | Guariba             |
| Miss Beleza de Sergipe               | SE | Nayana Albuquerque | 31 | 1,66 | Fortaleza           |
| Miss Beleza da Serra do Mar          | SP | Luana Mello        | 20 | 1,70 | São Paulo           |
| Miss Beleza do Juruá                 | AC | Vitória Coutinho   | 22 | 1,66 | Rio Branco          |

## Designações
- Sabrina Peretto (2º lugar) representou o Brasil no Face of Beauty International realizado nas Filipinas e ficou na 5ª colocação.

Em 2019
- Beatriz Fernanda (13º lugar) representou o Brasil no Top Model of the World em dezembro no Egito.

Em 2020
- Érika Vargas (5º lugar) representou o Brasil no Miss Planet International no Camboja.
- Talita Costa (7º lugar) representou o Brasil no Mrs.Face of Beauty International na Nova Zelândia.
- Natália Gurgel (8º lugar) representou o Brasil no Miss Glam World na Índia.
- Luana Mello (17º lugar) representou o Brasil no International Tourism Image Ambassador na China.

Em 2021
- Kissia Oliveira (1º lugar) representou o Brasil no Miss Global.